# Élisabeth Jacquet
Pour les articles homonymes, voir Jacquet.
Élisabeth Jacquet est une écrivaine française née en 1963 en France.

## Biographie
En 1984, Élisabeth Jacquet publie Les Contretemps, texte sur la fin de l'adolescence publié aux Editions Stock, occasion d'une discussion animée lors de l'émission de télévision Apostrophes de Bernard Pivot,  A la recherche du Bonheur. Suivront toujours aux Editions Stock, Les Mouettes (1986), inspiré de ses années de théâtre à la classe libre du cours Florent puis Lulu et Joey (1988), un périple sentimental.
Dans les années 1990, elle se détourne du roman traditionnel pour explorer de nouvelles formes de narration. Elle publie dans des revues comme Action Poétique, If.
En 1996 paraît Avec nous on sera vingt-sept, récit polyphonique d'une soirée entre trentenaires, fruit de cette recherche sur l'espace littéraire et les rythmes du monde contemporain.
Ce travail se poursuit avec différentes formes de textes: autour de la lecture, Les Grands Parcs blancs en 2001, de l'usage que chacun fait du catalogue de meubles Dans ma maison : notre catalogue en 2003.
Elle publie en 2009 Le Retour des semelles compensées, recueil de nouvelles qui rend compte de la situation des femmes contemporaines, saisies par les vitesses de la mode et les multiples injonctions de la société de consommation. Cet ouvrage joint à Avec nous on sera vingt-sept fera l'objet en 2019 d'une réédition aux Editions de l'Attente.
Cette exploration du rôle spécifique de la littérature et du livre dans le flux audiovisuel et numérique se poursuit avec différentes publications dans la dernière décennie.
Son ouvrage Eva Gonzalès/Rencontre avec une jeune femme moderne paru en 2020 explore, à travers les œuvres et la biographie d'une femme peintre du XIXe siècle, notre relation à l'art et au temps à l'époque d'Internet. 
Ce livre est à l'origine d'une exposition incluse dans le festival Normandie Impressionniste 2020 et qui se tiendra en 2026 en France et en 2027 au Musée Van Gogh d'Amsterdam. Il a fait l'objet d'une émission sur cultureGnum en janvier 2024.
Son plus récent ouvrage Ménop'ose, deuxième printemps  est le premier essai poétique et littéraire sur la ménopause, devenu de nos jours un sujet de société.

## Publications
- Les Contretemps, Stock 1984.
- Les Mouettes, Stock 1986.
- Lulu et Joey, Stock 1988.
- Marie-Canète, reporter, livre pour la jeunesse, Nathan 1991.
- Le Livre des jeunes filles, 1994.
- Avec nous on sera vingt-sept, Comp'Act 1996.
- Les Grands Parcs blancs, Flammarion 2001.
- Dans ma maison : notre catalogue, Melville/Leo Scheer 2003.
- Le Supplément télévision, Éditions de l'Attente 2006.
- Le Retour des semelles compensées, L'Act Mem 2009.
- Anna Karenine, c'est moi, Philippe Rey 2010.
- Quand j'étais petite, Éditions de l'Attente 2012.
- Mon Mari et Moi, Serge Safran Éditeur 2017[10].
- Avec nous/Le retour, Editions de l'Attente 2019[3]
- Eva Gonzalès/Rencontre avec une jeune femme moderne, L'Atelier Contemporain 2020[4]
- Ménop'ose, deuxième printemps, Les petits matins, 2023[8]